# Moorhead (Minnesota)
Moorhead település az Amerikai Egyesült Államok Minnesota államában, Clay megyében, melynek megyeszékhelye is. Lakosainak száma 44 505 fő (2020. április 1.).

## Népesség
A település népességének változása:

| 2010 | 38 065 |
| 2020 | 44 505 |